# Hormurus waigiensis
Espèce
Synonymes
- Scorpio waigiensis Gervais, 1843
- Liocheles waigiensis (Gervais, 1843)
- Ischnurus caudicula L. Koch, 1867
- Ischnurus dechangei Becker, 1880
- Hormurus insculptus Thorell, 1888
- Hormurus weberi Pocock, 1894
- Opisthacanthus davydovi Birula, 1903
- Hormurus caudicula novaeguineae Giltay, 1931

Hormurus waigiensis est une espèce de scorpions de la famille des Hormuridae.

## Distribution
Cette espèce se rencontre en Indonésie aux Moluques et en Nouvelle-Guinée occidentale, aux Philippines, aux Palaos, en Papouasie-Nouvelle-Guinée, aux Îles Salomon, en Nouvelle-Calédonie et dans le Nord de l'Australie.

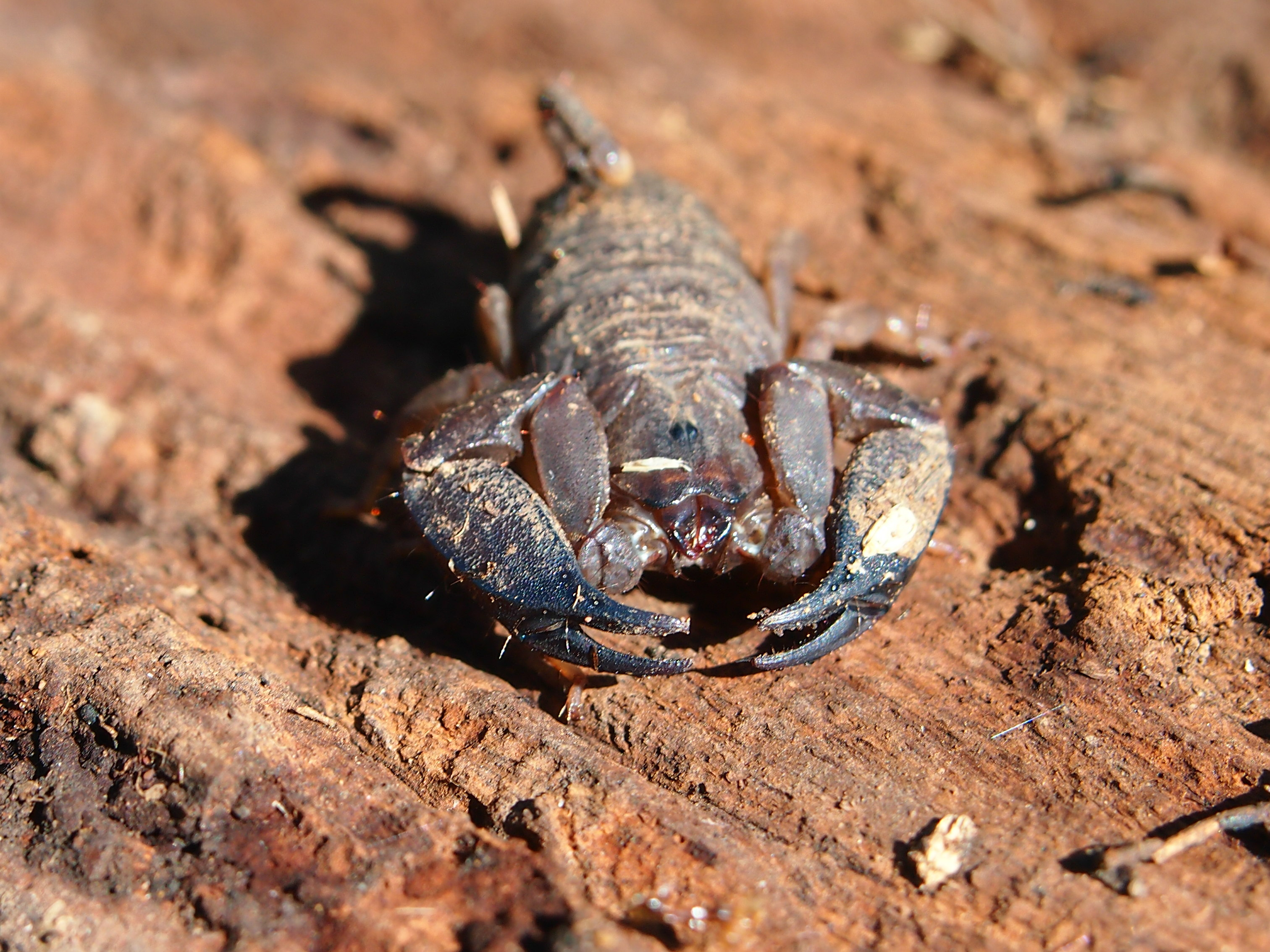
Hormurus waigiensis

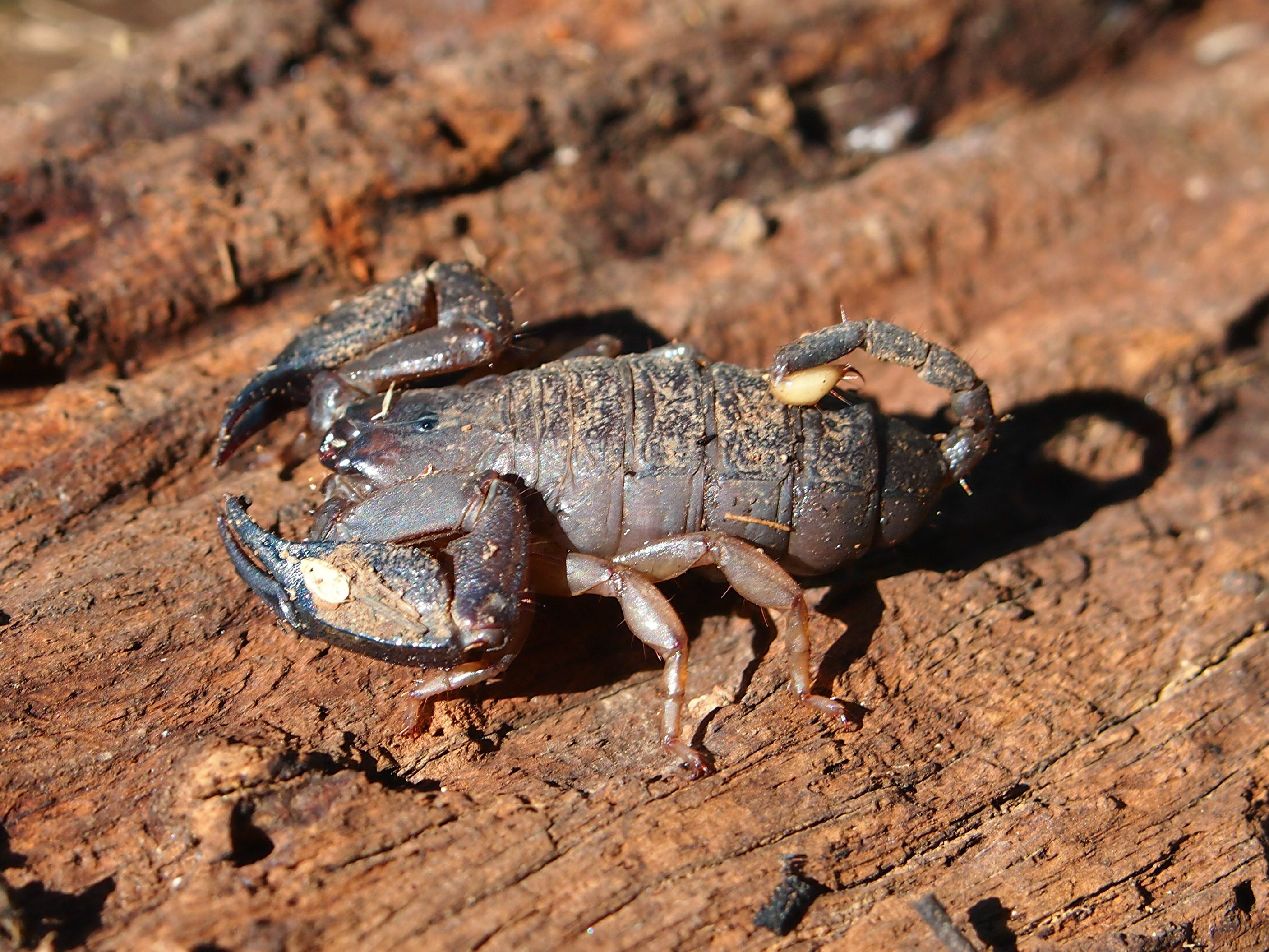
Hormurus waigiensis

## Systématique et taxinomie
Cette espèce a été décrite sous le protonyme Scorpio waigiensis par Gervais en 1843. Elle est placée dans le genre Hormurus par Thorell en 1888.

## Étymologie
Son nom d'espèce, composé de waigi[ou] et du suffixe latin -ensis, « qui vit dans, qui habite », lui a été donné en référence au lieu de sa découverte, Waigeo.

## Publication originale
- Gervais, 1843 : Les principaux résultats d’un travail sur la famille des Scorpions. Société philomathique de Paris. Extraits des procès-verbaux des séances, vol. 5, no 7, p. 129−131 (texte intégral).